# Línea 13 (Córdoba)
La Línea 13 es una línea de transporte urbano de pasajeros de la ciudad de Córdoba, Argentina. El servicio está actualmente operado por la empresa Coniferal.
Anteriormente el servicio de la línea 13 era denominado como N3 desde 2002 operado por Coniferal, hasta que el 1 de marzo de 2014, con la implementación del nuevo sistema de transporte público, la N3 se fusiona como 13 operado por la misma empresa.

## Recorrido
Servicio diurno y nocturno.
IDA: Novillo Saravia antes de Valparaíso- por Saravia - De la Industria  - Nores Martínez - Cruza FFCC -N. Martínez (80mts)- a la izq. por colectora - Cruz Roja Argentina - M. Lopez- M. Allende – Haya de la Torre – Valparaíso - H. Irigoyen - Plaza España - Chacabuco (Por la Izq.) - Bv. Illia - Bv. San Juan - Corro - Fragueiro - Hto Primo - Avellaneda - C. Barros  Caraffa - O. Pinto - R. Nuñez - Nudo Vial - R. Martinoli - Torriceli - J. Joule - T. Brahe - Avogadro - Neper - R. Martinoli - M. De Falla - Rdo Rojas (derecha)-Cruza FFCC- Rdo Rojas(izquierda)-Cruza FFCC - Rdo Rojas -Laborde
REGRESO: (Comienza la Vuelta Redonda) Laborde - Quilloamira - Arroyito - Monte de los Gauchos - Aguaribay - Ricardo Rojas - Esq. Laborde (Fin Vuelta Redonda) Ricardo Rojas - M. de Falla  -  Recta Martinoli - Av Gauss - Berzeliuz - Papin - Laplace -  Nudo Vial - R. Nuñez - O. Pinto - Caraffa - Castro Barros - Avellaneda - Av. Colon - Gral Paz - V. Sarsfield - H. Irigoyen - Plaza España - H. Irigoyen – Valparaíso - Haya de la Torre- M. Allende -M. Lopez - Cruz Roja Argentina -Cruza FFCC- Valparaíso - ingreso al Predio